# Tybee Island
Tybee Island ist eine Insel in Chatham County des US-Bundesstaats Georgia, die sich in der Nähe von Savannah befindet.
Die gleichnamige, sich auf der Insel befindende Stadt hat 3392 Einwohner, die ganze Insel weist eine Einwohnerzahl von 3713 auf.

## Geschichte
Der Leuchtturm von 1736 wurde von General James Oglethorpe in Auftrag gegeben.
In der Nähe der Insel Tybee Island wurde am 5. Februar 1958 eine 3,5 Tonnen schwere Mark-15-Wasserstoffbombe (Tybee-Bombe) verloren. Nachdem ein Boeing B-47-Bomber in der Luft mit einer F-86 zusammenstieß, musste der Pilot die Bombe abwerfen, um das Flugzeug sicher landen zu können.

### Historische Objekte
Auf Tybee befindet sich der Fort Screven Historic District. Das Fort wurde am 25. Mai 1982 vom National Register of Historic Places mit der Nummer 82002393 aufgenommen.

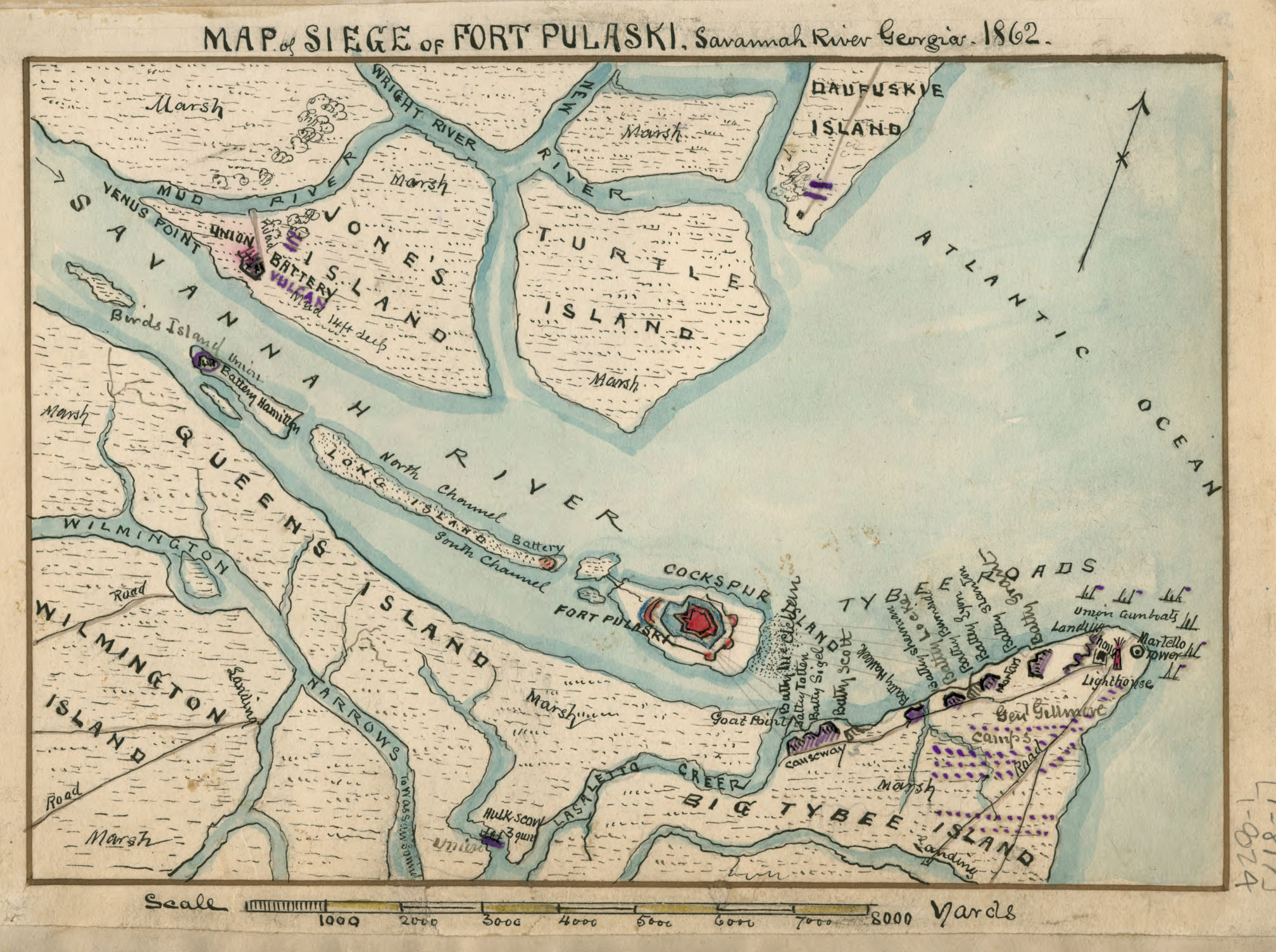
Karte von 1862
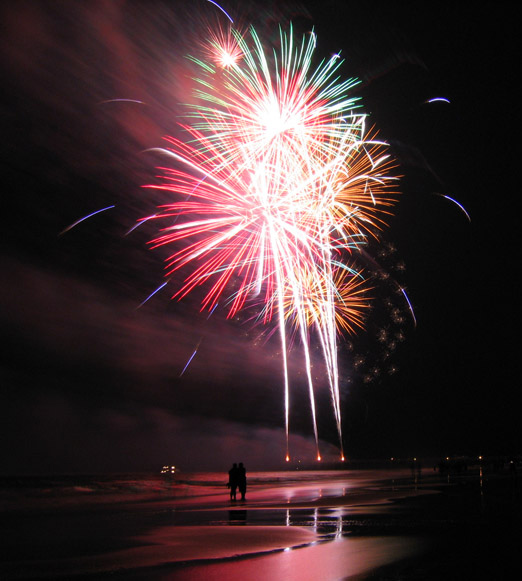
Feuerwerk anlässlich des 4. Juli
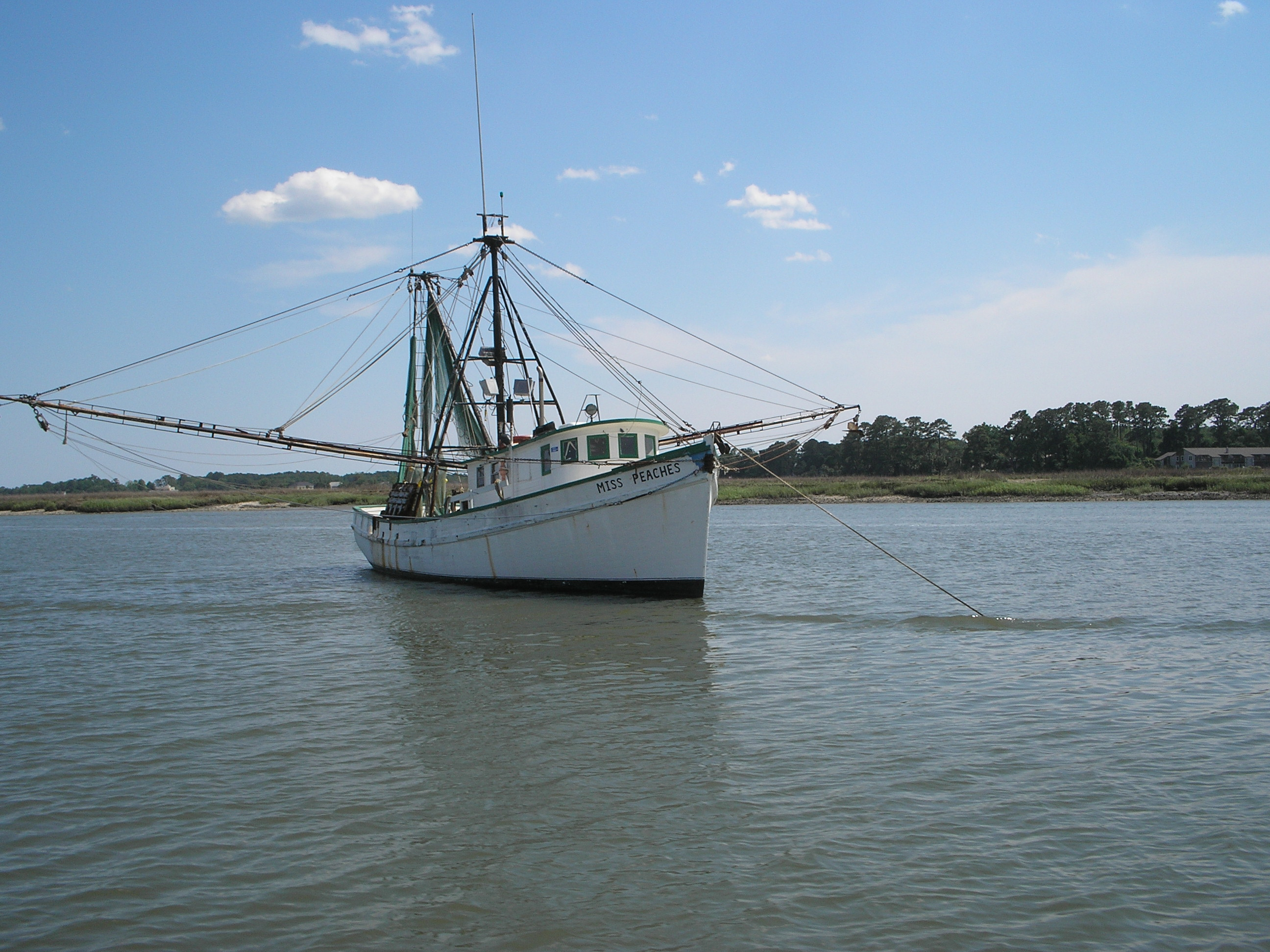
Fischerboot vor Tybee Island
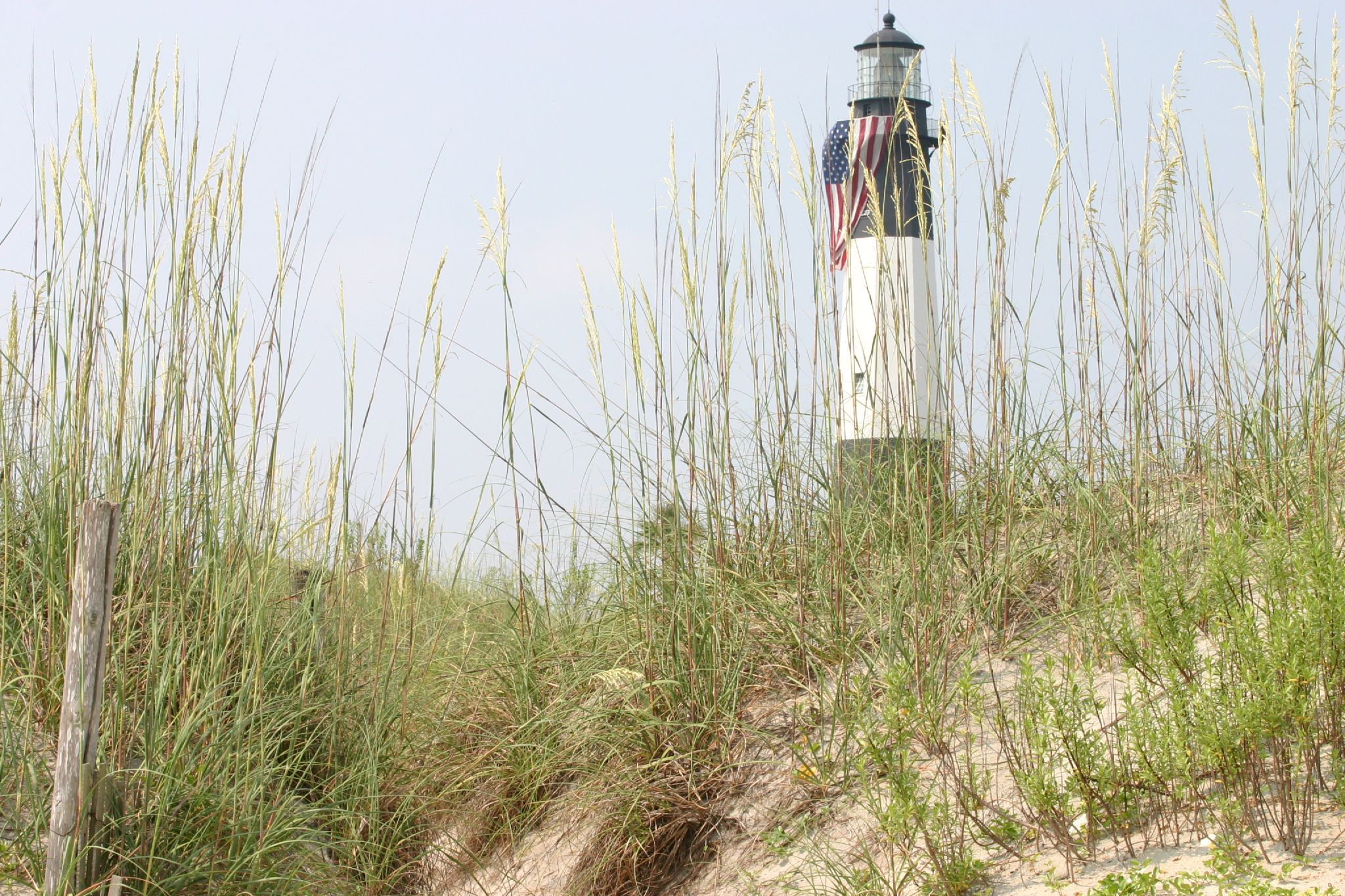
Der Leuchtturm von Tybee Island